# جک سوشی
جک سوشی (۱۰ مه ۱۹۰۸ – ۹ سپتامبر ۲۰۰۱) اهل آفریقای جنوبی متولد انگلیس، پزشک و متخصص زنان و زایمان بود، که تحقیقاتی در مورد استفاده از انجام پنی سیلین در درمان بیماری‌های آمیزشی با الکساندر فلمینگ در لندن انجام داده‌است. او پدر روزنامه‌نگار، جان سوشی و بازیگر دیوید سوشی بود.

## زندگی
سوشی در سال ۱۹۰۸ در ژوهانسبورگ، آفریقای جنوبی متولد شد. پدر وی که نام خانوادگی خود را از سوخه‌دوویتس به سوشی تغییر داده بود، می‌خواست که جک به کار خود ادامه دهد و او در دانشگاه کیپ تاون در آفریقای جنوبی تحصیل در رشته مدیریت بازرگانی را گذراند.
سوشی در سال ۱۹۳۲ از آفریقای جنوبی به انگلیس مهاجرت کرد.
در سال ۱۹۳۳ سوشی به عنوان دانشجوی پزشکی در دانشکده پزشکی بیمارستان مری بیمارستان شروع به کار کرد. وی پس از اقامت در جوانی، تخصص خود را در زمینه زنان و زایمان انتخاب کرد.